# Филип III фон Кронберг
Филип III фон Кронберг „Стари“ (на немски: Philipp von Kronberg 'der Altere'; * 9 април 1393; † между 6 март 1447 и 3 ноември 1449) е рицар от род Кронберг в Таунус, байлиф на Епщайн и Буцбах в Хесен.
Той е големият син на Франк X фон Кронберг († 1418/1423/1424), байлиф на Хофхайм, и съпругата му Гертруд фон Хатцфелд († сл. 1409), дъщеря на Крафт VIII фон Хатцфелд († сл. 1407) и Катарина фон Хатцфелд († сл. 1385)/ или дъщеря на Йохан II фон Хатцфелд и Юта фон Вилденбург. По-малкият му брат Филип 'Млади' фон Кронберг (1397 – 1477) е байлиф на Епщайн и Буцбах.
Имперският рицарски род от около 1220 г. до измиране на мъжката линия през 1704 г. има резиденция замък Бург Кронберг в Таунус над днешния град Кронберг в Таунус в Хесен, Германия.

## Фамилия
Филип III фон Кронберг се жени на 24 април 1405 г. за Аделхайд фон Ербах († сл. 1421), дъщеря на Шенк Еберхард X фон Ербах-Ербах († 1425) и Елизабет фон Кронберг († 1411), дъщеря на Хартмуд VI фон Кронберг († 1372) и първата му съпруга Вилибург/Вилебирг фон Изенбург-Бюдинген († сл. 1352). Те имат два сина:
- Якоб фон Кронберг († между 6 ноември 1492 – 1 август 1499), капитан на град Франкфурт, губернатор на Бонамес, женен за Агнес Щурмфедер фон Опенвайлер († 1466/1476); имат дъщеря
- Франк фон Кронберг (* 11 март 1414; † 21 май 1490, погребан в „Св. Кристоф“, Майбц), женен пр. 12 януари 1446 г. за Маргарета (Мерге, Мария) фон Хелфеншайн († 15 април 1471); имат син:
  - Франк фон Кронберг († сл. 12 октомври 1522), женен ок. 1477 г. за Маргарета фон дер Лайен († сл. 1527)

Филип III фон Кронберг се жени втори път на 1 януари 1428 г. за Анастасия фон Вестербург († 14 август 1464 или сл. 1491), дъщеря на Йохан II фон Вестербург († 1410) и Анастасия фон Лайнинген († сл. 1408). Бракът е бездетен.